# Emilia Cundari
Emilia Cundari (Detroit, 7 settembre 1930 – Southfield, 6 gennaio 2005) è stata un soprano italiano naturalizzata canadese.

## Biografia
Nata a Detroit da Frank e Ambrosina Cundari, emigrati dalla Calabria, trascorse l'infanzia tra il Canada e l'Italia finché suo padre, quando Emilia aveva sette anni, fece definitivamente ritorno in Canada a Windsor., dove era comproprietario di un ristorante. A Windsor frequentò la Dougall Avenue School, oltre a prendere lezioni alla Ursuline School of Music
Più tardi frequentò anche la St. Mary's Academy. dove il suo talento vocale risultò subito evidente agli insegnanti In seguito proseguì gli studi al Marygrove College di Detroit, diplomandosi in musica. Ventenne, guadagnò una borsa di studio da $2 000 dalla Grinnell Music scholarship, che le consentì di recarsi a New York City per continuare i suoi studi con il direttore Max Rudolf e alla New York City Opera.

## Carriera
Emilia Cundari fece il suo esordio alla New York City Opera nel 1953, interpretando il Nano rugiadoso in Hansel e Gretel di Humperdinck. Due anni dopo fu scritturata come soprano dal Metropolitan Opera, insieme a Madelaine Chambers. e la sua prima performance fu nel ruolo di Barbarina in Le nozze di Figaro il 1º marzo 1956.
Esordì in un ruolo principale con la compagnia il 19 marzo 1957 come Micaela in una produzione della Carmen. Un critico del New York Times disse che il ruolo ben si adattava alla sua voce definendo la sua esibizione "altamente promettente." Continuò nel ruolo durante una tournée della compagnia che comprese una tappa al Maple Leaf Gardens di Toronto. Nel 1958 la sua interpretazione di Lauretta nel Gianni Schicchi di Puccini con il Met fu recensita dal giornale come "aggraziata e carina", che aveva bisogno di "un po 'più di sicurezza" nonostante avesse raccolto applausi per l'aria "O mio babbino caro".
Dopo il suo lavoro con il Met, Emilia Cundari si spostò Italia dove si esibì a La Scala, a Roma per una riproposizione de La resurrezione di Händel e in tournée in tutta Europa. In aggiunta alle esibizioni dal vivo, è apparsa in diverse registrazioni, comprendenti la Sinfonia n. 9 di Beethoven e la Sinfonia n. 2 di Mahler, sotto la direzione di Bruno Walter.
Durante la permanenza in Italia, Emilia conobbe a Napoli il basso Sergio Pezzetti, che sposò nel 1965. In seguito alla nascita del loro figlio, Emilia tornò a Windsor dove si esibì occasionalmente e insegnò musica. Malgrado le numerose richieste di esibirsi all'estero trascorse il resto della sua vita lontano dalle luci del palcoscenico.
Emilia Cundari morì all'età di 74 anni a Southfield in Michigan. Sebbene avesse raggiunto il riconoscimento internazionale negli anni '50 e '60, la sua carriera musicale è rimasta ampiamente dimenticata anche dopo la sua morte, fino a quando, nel 2014, un'opera sulla sua vita (e della fotografa Pat Sturn) è stata pubblicata dalla violoncellista Nadine Deleury. Quattro anni dopo, una campagna di crowd-funding per aggiungere una targa commemorativa nel cimitero di Windsor, dove riposano i suoi resti, fu indetta dalla soprano Tara Sievers-Hunt. Il risultato fu l'installazione di una targa in bronzo decorata nel sito della sua cripta, precedentemente non contrassegnata, al Heavenly Rest Cemetery.

## Discografia
- Mahler, Sinfonia n. 2, dir. Bruno Walter, Columbia Records/CBS, 1958
- Beethoven, Sinfonia n. 9, dir. Bruno Walter, Columbia Records, 1959
- Vivaldi, Nisi Dominus, dir. Carlo Felice Cillario, Schwann, 1961
- Vivaldi, Juditha Triumphans, dir. Alberto Zedda, Ars Nova, 1979